# Ananiv (pueblo)
Ananiv  (ucraniano: Ананьїв) es una localidad del Raión de Podilsk en el Óblast de Odesa  de Ucrania. Según el censo de 2001, tiene una población de 4786 habitantes. Este pequeño poblado se ubica en la región sureste del país cerca de la frontera con Moldavia.